# Levodropropizin
Levodropropizin  ist ein Arzneistoff aus der Gruppe der Antitussiva (hustenreizstillende Mittel). Er wird bei Reiz- und Krampfhusten sowie Reizungen der oberen Atemwege eingesetzt. Bei eingeschränkter Leber- oder Nierenfunktion, schweren Herz-Kreislaufbeschwerden und Kindern unter 2 Jahren darf der Wirkstoff nicht eingesetzt werden. Zum Einsatz in der Schwangerschaft oder Stillzeit liegen keine Erfahrungen vor. Bei hoher Dosis kann es zu einem kurzfristigen Blutdruckabfall und Herzrasen kommen. Gelegentlich können Müdigkeit, Übelkeit, Erbrechen, leichter Durchfall,  Benommenheit und Kopfschmerzen auftreten, selten auch allergische Reaktionen. Da die Selbstmedikation im Indikationsgebiet Reizhusten etabliert ist und keine Erkenntnisse zu einem ungünstigeren Risikoprofil von Levodropropizin im Vergleich zu bereits verfügbaren OTC-Antitussiva vorliegen, wurde der Wirkstoff in Deutschland aus der Verschreibungspflicht entlassen. In anderen europäischen Ländern, zum Beispiel Italien, ist der Wirkstoff bereits seit Jahrzehnten rezeptfrei erhältlich.
Levodropropizin enthält im Propandiolrest ein Stereozentrum. Es wird als (S)-Enantiomer (Eutomer des Arzneistoffs Dropropizin) eingesetzt. 

## Herstellung
Levodropropizin kann aus Dropropizin durch Racematspaltung mit Lipasen aus Pseudomonas cepacia hergestellt werden.

## Anwendungsformen und Handelsnamen
Levodropropizin ist in den Darreichungsformen Sirup und Tropfen im Handel.
- Monopräparate: Quimbo (D)

## Stereoisomerie
Neben enantiomerenreinen Levodropropizin wird auch das Racemat (Dropropizin) medizinisch verwendet, das auch (R)-3-(4-Phenylpiperazin-1-yl)propan-1,2-diol enthält. 